# Ehrenbürger

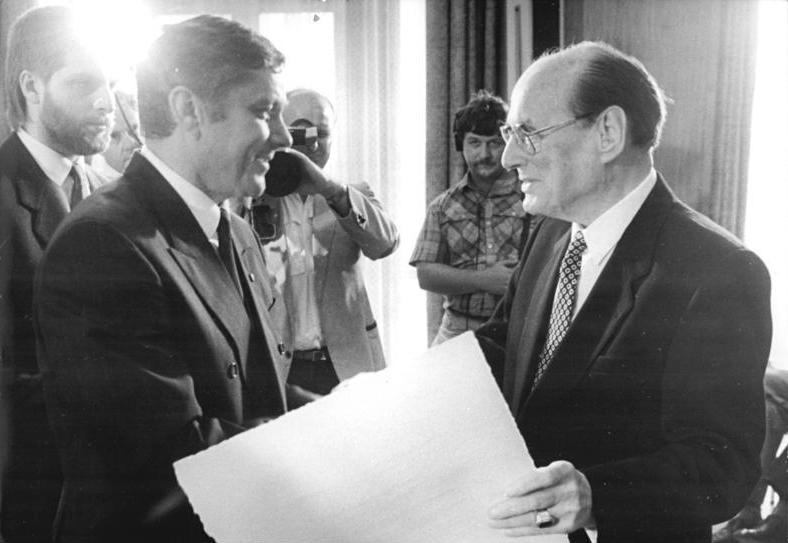
Verleihung der Ehrenbürgerschaft der Stadt Dresden an Manfred von Ardenne 1989

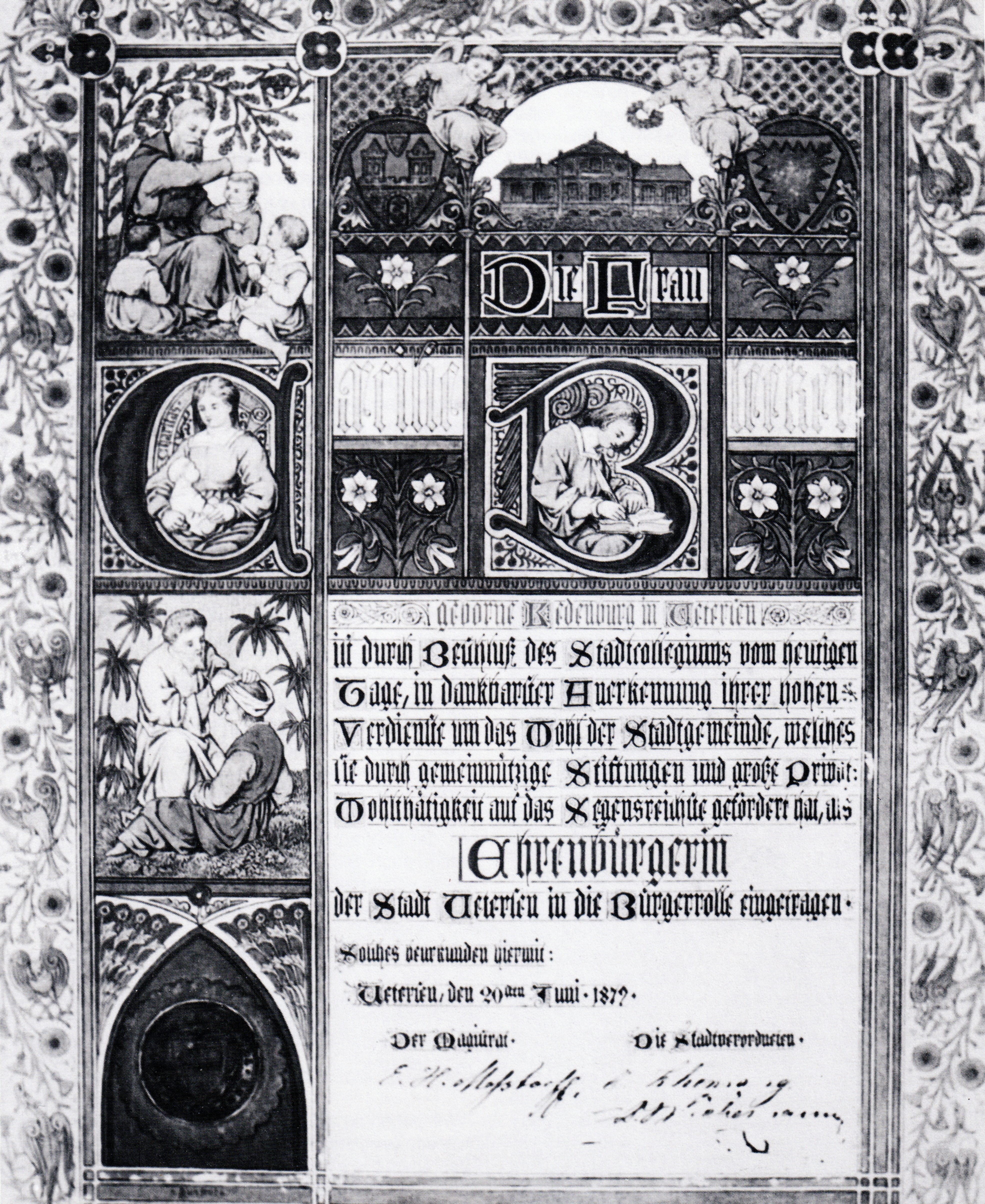
Ehrenbürger-Urkunde der Stadt Uetersen von 1879

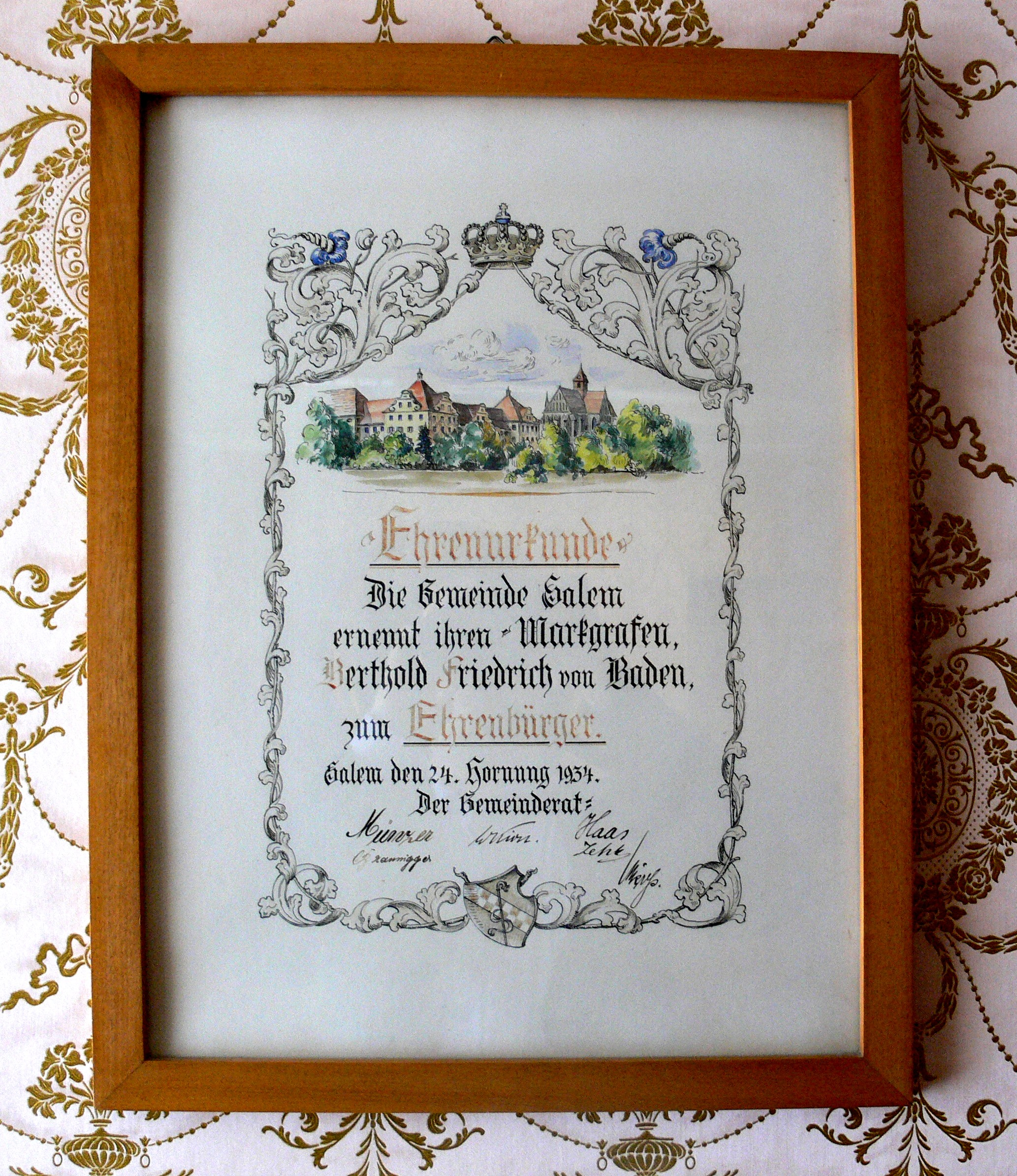
Urkunde zur Verleihung der Ehrenbürgerschaft der Gemeinde Salem an Berthold Markgraf von Baden 1934

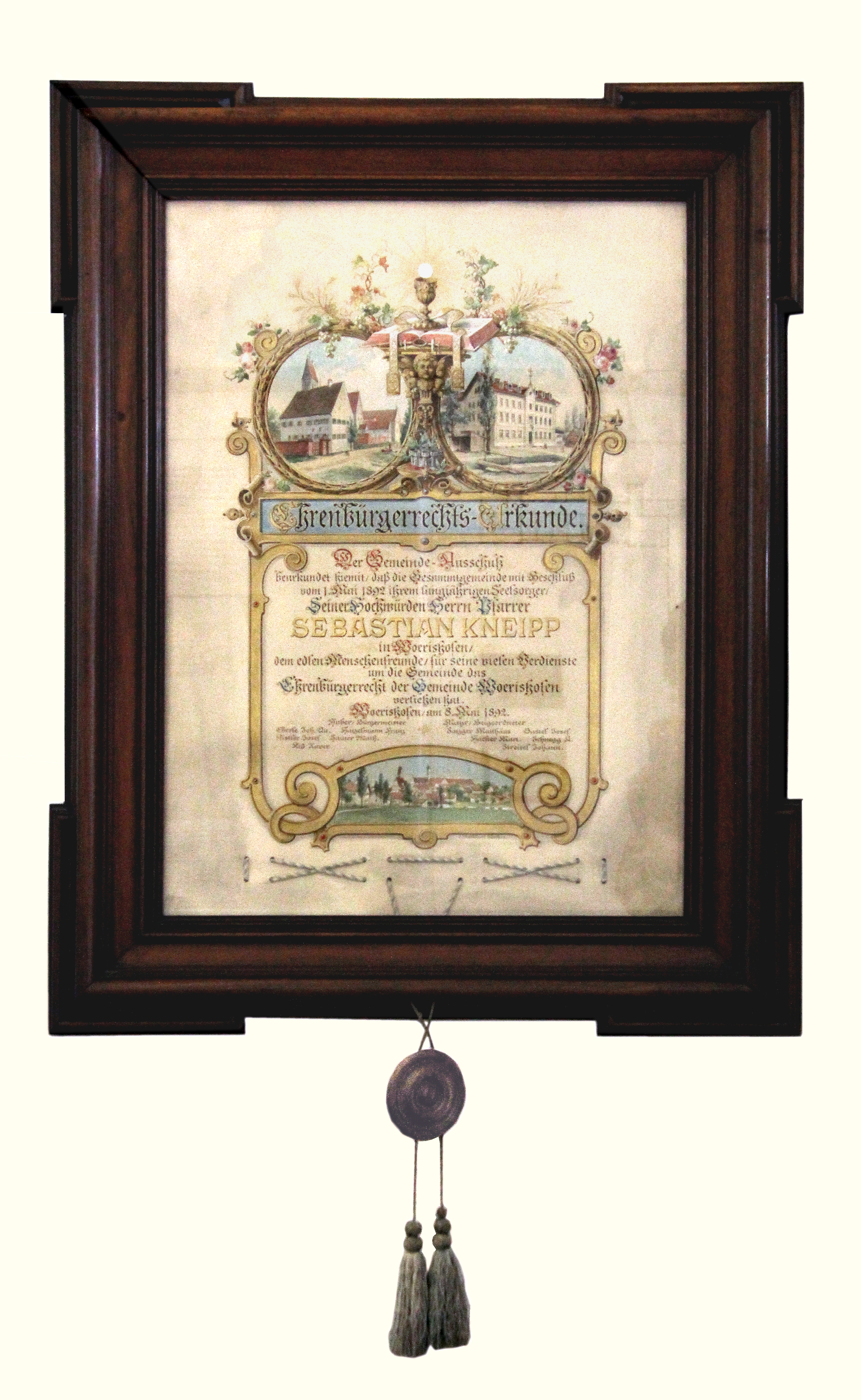
Ehrenbürgerschaft von Bad Wörishofen für Sebastian Kneipp, 1892

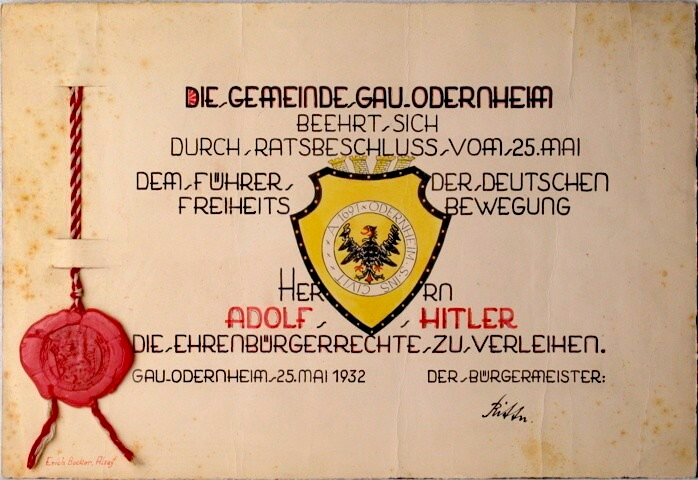
Urkunde von Gau-Odernheim zur Verleihung der Ehrenbürgerschaft an Adolf Hitler am 25. Mai 1932, Unterschrift von Heinrich Ritter

Ehrenbürger sind natürliche Personen, die einer Körperschaft angehören, ohne die mitgliedschaftlichen Rechte ausüben zu können, insbesondere das Wahlrecht.
Die Ehrenbürgerschaft kann verliehen werden von Staaten, Staatenverbünden, Universitäten sowie oft auch von Städten und Gemeinden. Sie würdigt besondere Verdienste der geehrten Person um die auszeichnende Körperschaft.

## Staaten und Staatenverbünde
In besonderen Fällen wird von Staaten eine Ehrenbürgerwürde verliehen. So wurde Theodor Wolf 1921 zum Ehrenbürger Ecuadors ernannt. Sir Winston Churchill wurde auf Beschluss des US-Kongresses 1963 Ehrenbürger der Vereinigten Staaten von Amerika. Franklin Chang-Diaz ist Ehrenbürger Costa Ricas. Raoul Wallenberg wurde sogar von drei Staaten (Israel, USA und Kanada) zum Ehrenbürger ernannt.
In den USA verleihen auch Bundesstaaten Ehrenbürgerschaften. Diese Ehrenbürgerschaft kann auch verliehen werden, wenn man einen gewissen Betrag spendet. In Texas genügt u. U. eine Spende von 500 US$ zur Erlangung der Ehrenbürgerwürde.
Mit der Anerkennung als Gerechter unter den Völkern kann die Gedenkstätte Yad Vashem den Geehrten „als Zeichen der Anerkennung für ihre Taten die Ehrenbürgerschaft – und, wenn sie verstorben sind, die israelische Staatsangehörigkeit im Gedenken – verleihen.“

## Universitäten
Universitäten können neben der Ehrendoktorwürde satzungs- und herkommensgemäß auch Ehrensenatoren und Ehrenbürger der Universität ernennen. So war z. B. Kardinal Karl Lehmann Ehrenbürger der Mainzer Universität. John F. Kennedy erhielt am 26. Juni 1963 die Ehrenbürgerwürde der FU Berlin. Die Verleihung beruht auf ihrer eigenen Tradition, wonach die Universitäten seit dem Mittelalter eine von der Stadt, in der sie sich befanden, unabhängige Jurisdiktion bildeten.
Gemäß § 9 Abs. 4 des Nordrhein-Westfälischen Hochschulgesetzes gehören unter anderen die Ehrenbürgerinnen und Ehrenbürger sowie die Ehrensenatorinnen und Ehrensenatoren der Hochschule an, ohne Mitglieder zu sein. Sie nehmen an Wahlen nicht teil.

## Gemeinden in Deutschland
Rechtsgrundlage sind die Gemeindeordnungen in Deutschland. Die Ernennung und Aberkennung der Ehrenbürgerschaft ist üblicherweise in der Hauptsatzung näher geregelt, meist ist eine Zweidrittelmehrheit des Gemeinderats erforderlich.

### Bedeutung
Die Ehrenbürgerschaft wird üblicherweise auf Lebenszeit verliehen. Mitunter ist die Ehrenbürgerschaft mit besonderen Privilegien verbunden, zum Beispiel die Gewährung von Vorzugsbehandlung (Freifahrt, freie Theaterkarten etc.) in stadteigenen Einrichtungen. Nicht ganz unüblich geworden ist es auch, prominente Persönlichkeiten, die es als Sohn oder Tochter dieses Ortes zu besonderer überregionaler Bekanntheit gebracht haben, derart zu ehren. Die Ehrenbürgerurkunde wird üblicherweise persönlich überreicht, sodass die Annahme auch eine Ehrerweisung des Geehrten an die Stadt darstellt.
Das Ehrenbürgerrecht geht ursprünglich auf die Französische Revolution und ihren Titel citoyen d’honneur zurück. Die ersten deutschen Städte, die einen ähnlichen Ehrentitel verliehen, waren 1790 Saarbrücken und Hannover sowie 1795 Frankfurt am Main und Bremen.
Die Ehrenbürgerschaft wurde in Deutschland als Ehrenrecht ausgestaltet und ursprünglich nur an Nichtbürger verliehen. Beispielsweise wurde dem ersten Ehrenbürger Berlins Konrad Gottlieb Ribbeck (1759–1826) am 6. Juli 1813 diese Auszeichnung zuteil, obwohl er kein Berliner Grundbesitzer war und nach der Steinschen Städteordnung von 1808 keinen Anspruch hatte, das Bürgerrecht zu erwerben.
Einzelne Städte in Mecklenburg (z. B. Malchow) verliehen die Ehrenbürgerschaft seit Ende des 19. Jahrhunderts aus Anlass der 50-jährigen Wiederkehr des Erwerbs der Bürgereigenschaft bzw. des geleisteten Bürgereides.
Das Bürgerrecht zur Auszeichnung wurde von den städtischen Behörden erteilt. Mit dem Ehrenbürgerrecht sind bis heute in der Regel keine Rechtswirkungen verbunden.

### Varianten
Die Stadt Delmenhorst erfand 2003 für die Popsängerin Sarah Connor den symbolischen Titel „Ehrenbotschafterin“, da eine Ehrenbürgerschaft mangels langjährigen ehrenamtlichen Engagements nicht in Frage kam.
Eine Ehrenbürgerschaft endet zwar mit dem Tod des Geehrten, dennoch wird dem Geehrten manchmal ein Ehrengrab zuteil. Mitunter wird auch im Rathaus oder an einer anderen prominenten Stelle eine Gedenktafel angebracht, auf der die Namen aller Ehrenbürger verzeichnet sind; häufig werden (allerdings in der Regel erst nach dem Tod) auch Straßen und Plätze nach Ehrenbürgern benannt. Allerdings ist hierbei meist nicht die Ehrenbürgerwürde alleine als solche der Grund, sondern die Umstände, die zu ihrer Verleihung geführt haben, begründen auch die Benennung.

### Entzug der Ehrenbürgerschaft
Die Ehrenbürgerschaft kann zu Lebzeiten des Geehrten wegen unwürdigen Verhaltens entzogen werden. Auch diese Beschlüsse bedürfen einer Mehrheit von zwei Dritteln der gesetzlichen Anzahl der Mitglieder der Gemeindevertretung.

## Ehrenbürgerschaft posthum

### Aberkennung
Da es sich bei der Ehrenbürgerschaft um ein höchstpersönliches Recht handelt, das mit dem Tod der geehrten Person erlischt, ist die posthume Aberkennung einer Ehrenbürgerschaft rechtlich umstritten.
Insbesondere für Vertreter der NS-Herrschaft wurde dies vermehrt praktiziert, um sich symbolisch zu distanzieren. Adolf Hitler erhielt sie in rund 4000 Städten (siehe Adolf Hitler als Ehrenbürger). Für (lebende) Kriegsverbrecher wurde der Verlust der Ehrenbürgerwürde gemäß Artikel VIII, Ziffer II, Buchstabe i der Direktive 38 des Alliierten Kontrollrats in Deutschland vom 12. Oktober 1946 festgelegt. Dies setzte freilich eine gerichtliche Verurteilung voraus und galt mithin nicht für Hitler.
Einige Städte haben damaligen bereits verstorbenen Machthabern die Ehrenbürgerschaft dennoch symbolisch aberkannt. Der Berliner Magistrat entzog bereits 1948 Hitler und Joseph Goebbels die Ehrenbürgerschaft. Weitere Aberkennungen der Ehrenbürgerschaft Hitlers in neuerer Zeit erfolgten u. a. in Düsseldorf (2000), Saarbrücken (2001), Aschersleben (2006), Bad Doberan, Biedenkopf (2007) und Kleve (2008) sowie in Forst (Lausitz) (2009). In Österreich wurde ihm im Mai 2011 die Ehrenbürgerschaft von Amstetten aberkannt.
Dagegen argumentieren einige Kommunen, dass die Ehrenbürgerschaft von Toten nicht tilgbar ist, da die Ehrenbürgerschaft als eine persönliche Auszeichnung nur einem Lebenden zu- und aberkannt werden kann. Solche Kommunen distanzieren sich dann gelegentlich symbolisch von den einstigen Ehrenbürgern ohne formelle Aberkennung, so geschehen u. a. 2013 in Schmidmühlen und 2016 in Lünen. Dieses Vorgehen entspricht der Ansicht des Verfassungsrechtlers Theo Öhlinger: Die Aberkennung „braucht es nicht rechtlich gesehen, aber es ist ein symbolischer Akt, wenn bestimmte Menschen Ehrenbürger sind, die […] alles andere als zur Ehre der Gemeinde beitragen, dann hat es natürlich schon einen Sinn, sich […] öffentlich zu distanzieren.“
Nach der Deutschen Wiedervereinigung kam es in Kommunen der neuen Bundesländer zur Aberkennung von Ehrenbürgerschaften, die von der Führung der DDR verliehen worden waren. So wurde 1992 die Ehrenbürgerschaft Berlins dem lebenden Erich Honecker und postum Wilhelm Pieck, Friedrich Ebert junior sowie zahlreichen teils lebenden, teils verstorbenen sowjetischen Militärpersonen und Funktionären aberkannt.

### Verleihung
1970 verlieh Ost-Berlin die Ehrenbürgerschaft an den 1929 verstorbenen Heinrich Zille und den 1967 verstorbenen Otto Nagel sowie 1975 an den 1945 verstorbenen Nikolai Erastowitsch Bersarin. Das wiedervereinigte Berlin ehrte 2002 die 1992 verstorbene Marlene Dietrich mit der Ehrenbürgerschaft. Sechzig Jahre nach seinem Tod, im Jahre 2003, verlieh die saarländische Landeshauptstadt Saarbrücken dem 1943 hingerichteten Widerstandskämpfer gegen den Nationalsozialismus Willi Graf die Ehrenbürgerwürde, 2016 nach Genehmigung durch den Deutschen Städtetag dem 1945 verstorbenen Sozialdemokraten Max Braun.
Die Stadt Gotha schuf 1995 für Josef Ritter von Gadolla, den im Frühjahr 1945 wegen der versuchten Übergabe der Stadt hingerichteten letzten „Kampfkommandanten“ Gothas, den Titel „Verdienter Bürger der Stadt“. Darüber hinaus wurden bislang (Stand 2015) weitere 31 Persönlichkeiten, die sich um die Entwicklung und den guten Ruf der Stadt verdient gemacht hatten, jedoch bereits verstorben waren, zu „Verdienten Bürgern“ ernannt.
Nachdem das Thüringer Innenministerium 2017 erstmals einer posthumen Verleihung einer Ehrenbürgerwürde zugestimmt hatte, wurde Josef Ritter von Gadolla im Mai 2018 zum Ehrenbürger Gothas ernannt.

## Städte im Ausland
Die 1. Polnische Panzerdivision befreite am 29. Oktober 1944 die niederländische Stadt Breda (welche seit Mai 1940 von der Wehrmacht besetzt gewesen war). Dafür wurden alle Soldaten dieser Einheit zu Ehrenbürgern der Stadt ernannt.

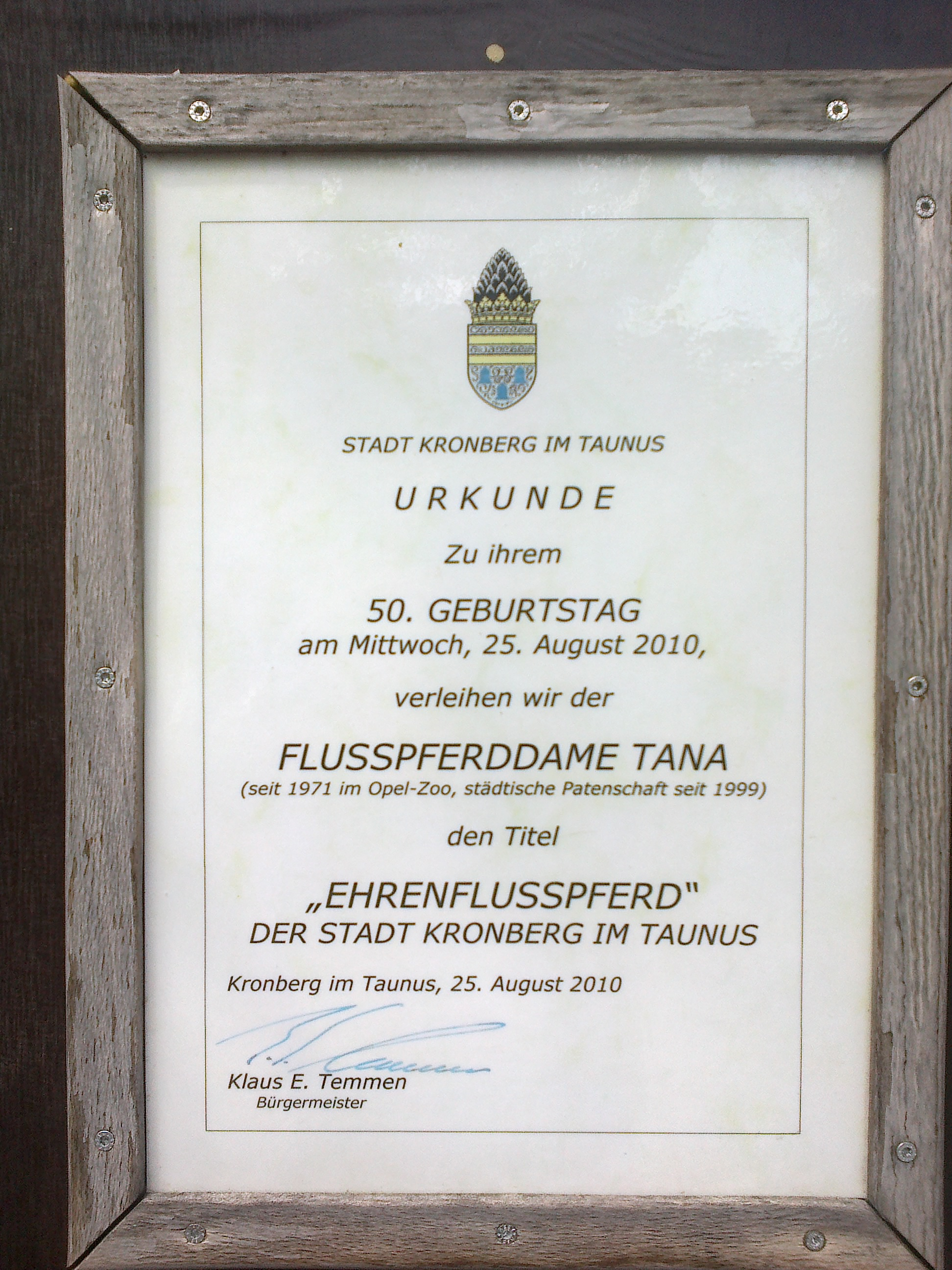
Ernennungsurkunde zum „Ehrenflusspferd“ der Stadt Kronberg im Taunus

Am 22. März 2022 verlieh der Stadtrat von Paris der Stadt Kiew einstimmig die Ehrenbürgerschaft. Damit wurde dieser Titel erstmals einer Stadt verliehen.